# Rete ferroviaria della Calabria

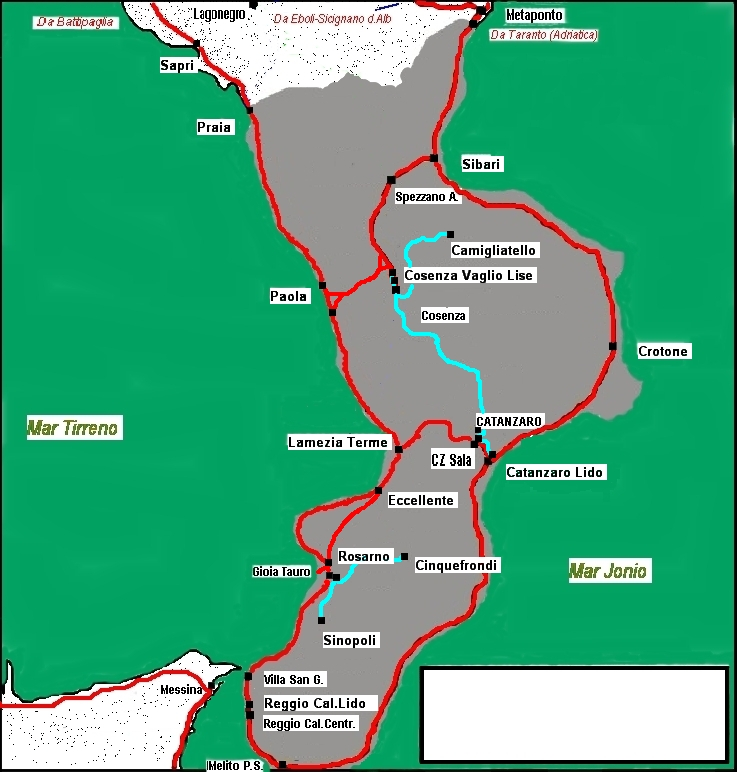
La rete ferroviaria della Calabria

La rete ferroviaria della Calabria comprende sia linee a scartamento normale, gestite interamente dalle società del gruppo Ferrovie dello Stato, che a scartamento ridotto, gestite dalle Ferrovie della Calabria. Le ferrovie calabresi sono costituite dalle due dorsali tirrenica e jonica, tra le quali insistono le trasversali cosentina (Paola-Cosenza-Sibari) e catanzarese (Lamezia Terme-Catanzaro Lido). Molte linee della rete a scartamento ridotto sono state dismesse e quasi tutte smantellate, in particolare negli anni sessanta, ma altre fino quasi alle soglie degli anni novanta, perché poco competitive rispetto al trasporto su strada, quasi sempre un duplicato del percorso ferroviario, o in quanto le esigenze economiche ed industriali per cui erano nate, come il trasporto del legname dai boschi del Pollino e della Sila, si erano ridotte o cessate del tutto. La dorsale tirrenica della rete calabrese fa parte delle linee fondamentali italiane, poiché costituisce parte del corridoio ferroviario europeo Ten-5 ed è fondamentale per il trasporto ferroviario proveniente dalla Sicilia o dal nord verso di essa.

## Storia

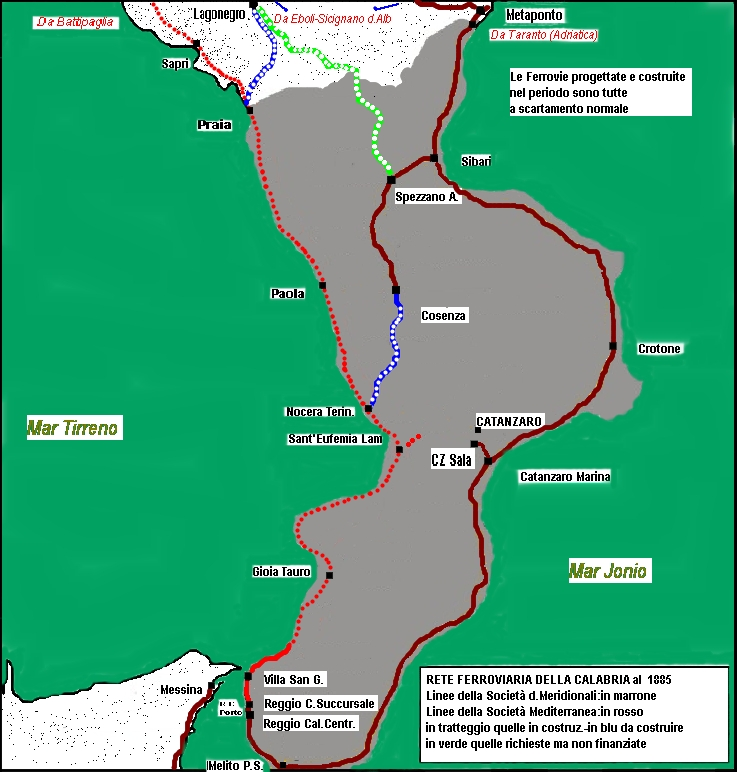
Mappa delle ferrovie esistenti e in corso di realizzazione in Calabria al 1885, anno delle Convenzioni ferroviarie

Di ferrovie in Calabria si cominciò a parlare già negli ultimi anni del Regno delle due Sicilie interessato allo sviluppo di alcune attività industriali legate alle antiche miniere di ferro di Mongiana, della Vallata dello Stilaro e dell'area delle Serre (Intorno al 1870 furono costruite due tratte da 20 km nel territorio di Ferdinandea, alcuni dei resti della ferrovia sono nei fondali davanti a Monasterace). Non è probabilmente un caso se la prima ferrovia realizzata in Calabria fu la Ferrovia Jonica, (alla quale erano collegabili abbastanza facilmente), che a Metaponto e per Potenza e Salerno avrebbe raggiunto Napoli. Dalla parte a Nord infatti già durante i Borboni era iniziata la costruzione del primo tratto fino ad Eboli inaugurato poi dopo l'Unità d'Italia. La nascita di tale ferrovia era il proseguimento del progetto ferroviario conseguente all'apertura della Napoli-Portici. Dopo l'apertura fino a Nocera Inferiore (1844) videro la luce progetti di prolungamento per raggiungere l'Adriatico (considerato porta dei traffici per l'oriente). Il professore napoletano Ferdinando De Luca aveva caldeggiato un progetto di ferrovia passante per Salerno verso Taranto e i porti di Brindisi e Otranto attraverso la valle del Basento, proposta appoggiata anche da Carlo Ilarione Petitti di Roreto nel suo scritto del 1845. La costruzione della Strada ferrata delle Puglie da Napoli a Brindisi era stata affidata, dal governo borbonico, alla Società in accomandita Melisurgo & C. ma venne revocata per ritardo eccessivo nell'esecuzione dei lavori e, l'8 marzo 1856, l'incarico venne riaffidato all'ingegnere Bayard per la tratta Nocera Inferiore-Salerno e il 7 novembre 1857, a Tommaso D'Agiut, venne rilasciata la concessione per costruire la ferrovia da Salerno per Eboli e Taranto. L'aggravarsi della situazione politica bloccò l'esecuzione dei lavori e dopo la proclamazione dell'Unità d'Italia questi vennero riaffidati per la parte tra Salerno ed Eboli alla Società per le Strade Ferrate Meridionali che il 14 giugno 1863 aprì al traffico la tratta di poco più di 6 km tra Battipaglia ed Eboli. La grave crisi finanziaria portò ad una ridefinizione di tutto il programma ferroviario nazionale durante il governo Sella; il ministro Stefano Jacini, stipulò l'8 ottobre 1865 una nuova convenzione con la Società Vittorio Emanuele affidandole l'incarico di costruzione della Eboli-Contursi-Potenza, della Metaponto-Reggio Calabria e delle future ferrovie Calabro-Sicule. Nello stesso anno la Vittorio Emanuele iniziava i lavori di costruzione della Jonica, primo e strategico (anche dal punto di vista militare) collegamento ferroviario nord-sud; il 3 giugno 1866 apriva il primo tratto da Reggio Calabria a Lazzaro e il 1º ottobre 1868 arrivava fino Bianconovo mentre dal lato nord il 28 febbraio 1869 Metaponto veniva connessa con Taranto.
Le difficoltà economiche della Vittorio Emanuele, nel frattempo divenuta Società per le Strade Ferrate Calabro-Sicule, fecero rallentare e bloccare i lavori; si arrivò al fallimento della Società nel 1872. Il completamento della tratta ferroviaria era urgente perché l'utilizzo del treno per il trasporto degli agrumi, in quegli anni, iniziava ad intensificarsi dato che la tariffa speciale sui trasporti aveva ridato fiato al loro commercio; si erano stipulati infatti nuovi accordi con Francia, Austria-Ungheria e Svizzera e il traffico agrumario iniziava a spostarsi dall'America, mercato tradizionale, verso il centro-Europa passando così dal trasporto marittimo a quello con treni merci. L'incarico di completare la linea calabra venne dato dal governo alla Società Italiana per le strade ferrate meridionali e venne proseguito con esecuzione dei lavori a carico dello Stato.
I lavori della Ferrovia Jonica, si conclusero il 15 novembre 1875, con l'apertura dell'ultimo tratto tra Crotone (allora Cotrone) e Catanzaro Marina.
L'anno successivo, il 1876 le Meridionali aprivano da Sibari la diramazione per Spezzano Albanese, primo tratto della linea per Cosenza che sarebbe stata ultimata il 18 gennaio 1879.
La ferrovia Jonica risultò subito di grande importanza perché oltre a collegare la Calabria e le sue produzioni agricolo-forestali permetteva l'inoltro attraverso l'Adriatica delle merci provenienti dalla Sicilia e dirette al nord.
Il 15 marzo 1881 veniva ultimato il collegamento tra la stazione di Reggio Calabria Centrale e Reggio Calabria succursale con la deviazione per Reggio Calabria scalo al porto (Reggio Cal.Marittima), indispensabile per le merci provenienti dalla Sicilia con i battelli che in tal modo accrescevano fortemente il volume di traffico merci e di viaggiatori diretti verso il nord lungo la direttrice ferroviaria Jonico-Adriatica.	
Tale itinerario "jonico", pur utile per la Sicilia, restava un collegamento molto più lungo di quello "tirrenico" e, per tutto il versante costiero tirrenico calabrese, scarsamente utilizzabile data la naturale barriera delle montagne dell'Aspromonte, della Sila e del Pollino che si frapponevano e del tutto invalicabile durante l'inverno a causa della neve e delle strade sterrate; la costruzione del collegamento ferroviario Tirrenico era quindi richiesta da più parti; già nel 1861 il ministro Peruzzi aveva proposto il collegamento come di grande utilità per Calabria e Sicilia e nel 1870 la Camera del Regno aveva autorizzato il governo affinché procedesse alla sua costruzione. Gli studi vennero condotti dall'ingegnere Giordano per un itinerario da Eboli attraverso il Cilento, fino a Maratea e dall'ingegnere Gargiulo per un itinerario interno più breve, sempre da Eboli, attraverso il Vallo di Diano e la valle del Noce fino a Castrocucco ambedue avrebbero poi seguito la linea di costa tirrenica della Calabria. La scelta non fu facile e si ebbero accesi scontri in Parlamento tra le deputazioni lucana e campana che premevano per l'una o per l'altra soluzione fino a che nel 1879 con la Legge Baccarini vennero recepite entrambe. Data la riconosciuta importanza vennero ambedue inserite nella Tabella "A" tra le ferrovie da costruire a totale carico dello Stato.

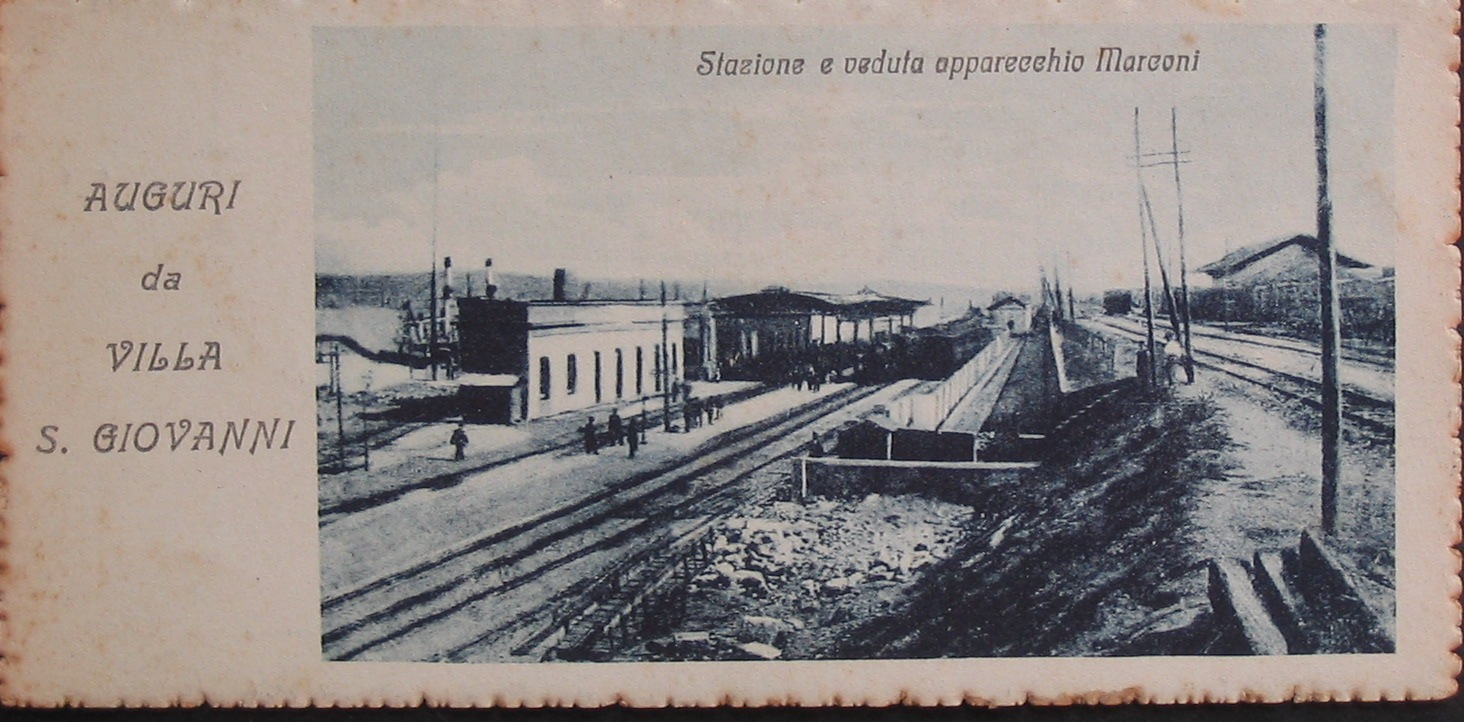
La stazione di Villa San Giovanni a fianco della prima invasatura per il traghetto nel primo anno di gestione FS

La costruzione della Tirrenica tuttavia non iniziò subito: l'incarico, dato dal governo, alla Società per le Strade Ferrate del Mediterraneo non permise un celere avvio dei lavori progettati. Si dovette attendere la riorganizzazione delle ferrovie con la legge e le convenzioni del 1885. Tra il 1883 e il 1887 erano state attivate infatti solo le tratte Battipaglia-Agropoli-Castelnuovo Vallo di 50 km e Reggio Calabria-Villa san Giovanni-Bagnara di 29 km.
Nel frattempo iniziava la costruzione delle tratte dell'itinerario via Vallo di Diano, ma molto a rilento, giungendo a completare il tratto tra Sicignano degli Alburni e Lagonegro solo nel 1892; a questo punto i lavori si arrestavano non proseguendo più oltre per raggiungere la costa, come previsto, alle foci del Castrocucco.
Tra 1887 e 1894 vennero costruiti il tratto Nicotera-Gioia Tauro, quello successivo fino a Bagnara, e in ultimo quello Nicotera-Pizzo-Sant'Eufemia Marina, oggi Lamezia Terme.
Nel 1895, dopo 20 anni di lavori, la ferrovia tirrenica veniva completata con lo scavo di numerose e lunghe gallerie tra Agropoli e Scalea e tra Palmi e Villa San Giovanni e, nelle parti centrali, viadotti impegnativi per contenere le pendenze entro limiti accettabili. L'apertura della Tirrenica sottrasse molto del traffico merci e viaggiatori alla Jonica; le due ferrovie erano gestite dalle due grandi compagnie concorrenti Mediterranea ed Adriatica e fu probabilmente questa concorrenza il motivo della incompleta realizzazione della Ferrovia del Vallo di Diano e del Vallo del Noce che avrebbe creato un comodo e più breve collegamento dal sud verso la rivale Rete Adriatica.
Non venne realizzato, probabilmente per le stesse motivazioni, neanche il proseguimento, progettato ed approvato dalla Legge Baccarini del 1879, della trasversale Sibari-Cosenza, da Cosenza verso il sud, lungo la valle del Savuto fino a raggiungere il mare nei pressi di Nocera Terinese (connettendosi ivi alla Tirrenica allora ancora in costruzione) seguendo un percorso alquanto simile a quello poi seguito dall'autostrada Salerno Reggio-Calabria.
Iniziarono tuttavia i lavori per un'altra ferrovia trasversale, la Sant'Eufemia (oggi Lamezia Terme)-Catanzaro: il 15 novembre 1894 si apriva il tratto S.Eufemia Biforcazione-Marcellinara, circa 2 anni dopo la ferrovia raggiungeva il Corace e il 31 luglio 1899 la stazione di Catanzaro Sala che dal 1883 era già collegata con Catanzaro Marina.
Nel novembre del 1893, oltre un decennio dopo l'arrivo dei binari sulle banchine del Porto di Reggio Calabria, un Regio Decreto finalmente rilasciò una Concessione per la navigazione a vapore attraverso lo Stretto alla Società per le Strade Ferrate della Sicilia con l'obbligo per questa di effettuare due corse giornaliere di traghetto tra Messina e Reggio Calabria e di istituirne altre due per Villa San Giovanni al completamento della ferrovia Tirrenica ciò perché sui due porti giungevano i binari delle due diverse compagnie, la Meridionale a Reggio e la Mediterranea a Villa. A fine 1896 i traghetti iniziavano le corse ma da semplici piroscafi non essendo ancora pronte le invasature. A novembre del 1899 iniziò il servizio di traghettamento regolare, tra Reggio Calabria e Messina per soli carri merci e il 1º agosto 1901 avvenne il primo traghettamento di 2 carrozze pullman del treno direttissimo Roma-Siracusa che venivano instradati via Jonica. Il 1º marzo 1905 entrò in funzione l'invasatura "1" di Villa San Giovanni e prese avvio l'inoltro di treni sulla nuova linea Tirrenica; nello stesso anno tale linea fu rilevata dalle nuove Ferrovie dello Stato e l'anno dopo venne rilevata la Jonica. La fine della concorrenza coincise con l'inizio del lento decadimento della Jonica.

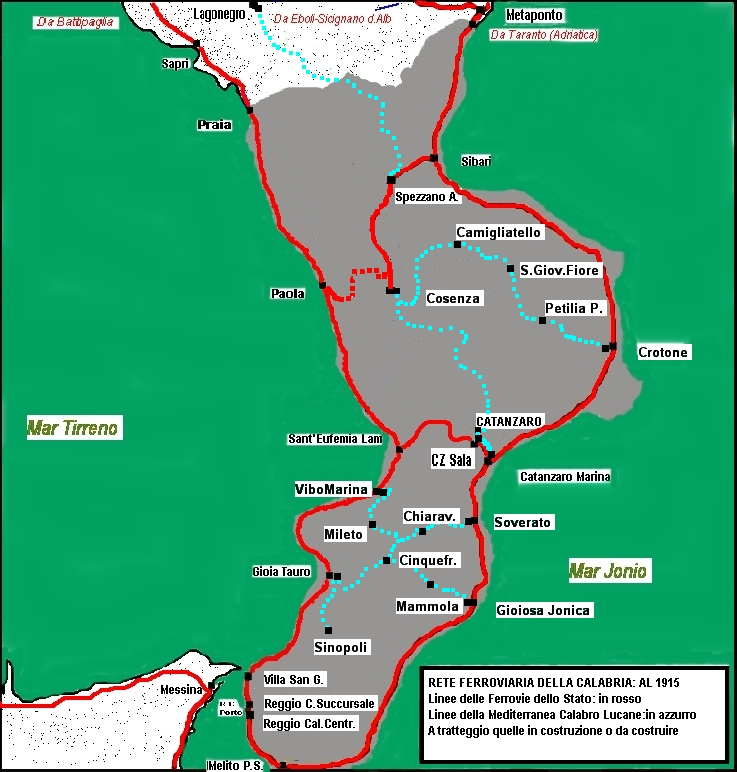
Rete ferroviaria calabrese al 1915; in costruzione o in progetto la rete a scartamento ridotto MCL

Con l'esercizio di stato venne operata una profonda rielaborazione dei progetti ancora da realizzare cancellandoli praticamente quasi del tutto. Al posto del collegamento Cosenza-Nocera Terinese approvato nel 1879 venne progettato un (apparentemente) più economico collegamento Cosenza-Paola classificato tra le ferrovie complementari da realizzare con la minor spesa possibile, con poche opere d'arte e con forti pendenze per valicare la Catena Costiera meridionale per cui si adottò la cremagliera, con pendenza del 75 per mille. I lavori iniziarono tra il 1907 ed il 1911 incontrando forti difficoltà a causa dell'instabilità dei terreni attraversati che ne allungarono i tempi di costruzione. L'apertura della linea, di 35 km, avvenne il 2 agosto 1915; fu una scelta infelice a causa dei tempi di percorrenza lunghissimi e della potenzialità quasi nulla.
Nel 1882 la deputazione provinciale di Cosenza aveva chiesto al governo del Regno la richiesta di costruzione di una ferrovia a scartamento normale che dalla stazione di Spezzano Albanese della già esistente Ferrovia Cosenza-Sibari raggiungesse, a Lagonegro, la costruenda Ferrovia Sicignano-Lagonegro realizzando così il congiungimento con la linea per Eboli, Salerno e Napoli. La richiesta fu accolta, più tardi, con la legge Zanardelli del 1902 ma la sua costruzione a scartamento ordinario venne differita e successivamente rielaborato il progetto ma a scartamento ridotto. Venne cancellato definitivamente anche l'altro collegamento previsto e approvato dal 1879 tra Praia a Mare e Lagonegro.
Al loro posto venne elaborato, dandone concessione alla Mediterranea per l'occasione divenuta Mediterranea Calabro Lucane, il faraonico progetto della rete a scartamento ridotto delle Ferrovie Calabro Lucane che pur nella sua utilità per le comunicazioni interne tra i piccoli centri (le infrastrutture viarie erano quasi inesistenti e in inverno nulle) si rivelò inutilmente costoso, di scarsa utilità per le merci visto lo scartamento incompatibile, e scomodo per i viaggiatori. Il 9 ottobre 1916 venne aperto il primo tronco in Calabria tra Cosenza e Rogliano. Dopo il rallentamento dei lavori dovuto alla prima guerra mondiale, a fine 1922 fu aperto il tronco Pedace-San Pietro in Guarano; i lavori proseguirono lentissimamente fino al 1934, dopo di che il programma di costruzione della rete ferroviaria venne sospeso. Ripresero nel dopoguerra con la Camigliatello-San Giovanni in Fiore, nell'aprile del 1956, ma si fermarono nuovamente per sempre e non raggiunsero Petilia Policastro che era collegata alla Jonica e al Porto di Crotone. Restarono sulla carta le tratte di congiunzione: San Giovanni in Fiore-Petilia Policastro, Mammola-Cinquefrondi e Mileto-Chiaravalle Centrale. Il risultato evidente di tali scelte fu la precoce chiusura di molte tratte appena la circolazione su strada cominciò a svilupparsi.
Gli anni successivi videro incrementare sempre più il traffico di transito sulla Tirrenica che richiedeva locomotive a vapore sempre più potenti fino a che negli anni trenta non ne venne decisa l'elettrificazione a corrente continua che nel 1939 era completa su tutto l'itinerario Milano-Reggio Calabria.
Durante la seconda guerra mondiale le linee calabresi subirono danni tutto sommato limitati dato il veloce spostamento del fronte verso nord dall'estate del 1943. Il danno più rilevante fu quello del viadotto sul Petrace a Gioia Tauro. Danni elevatissimi vi furono invece nelle strutture ferroviarie dello Stretto; furono pesantemente danneggiate dai bombardamenti alleati, la stazione di Messina e le invasature, affondate alcune navi traghetto e altro naviglio nel porto di Messina. Negli anni sessanta la linea Tirrenica (su cui era canalizzato quasi tutto il traffico) raggiunse la saturazione in seguito all'incremento vertiginoso del traffico viaggiatori e merci soprattutto di derrate provenienti dalla Sicilia. Vi si pose rimedio con l'imponente opera di raddoppio del binario con limitate rettifiche di tracciato e con il consolidamento della sede e delle lunghe gallerie esistenti tra Gioia Tauro e Villa San Giovanni. Il primo ciclo di opere di potenziamento si concluse alla fine degli anni 60.

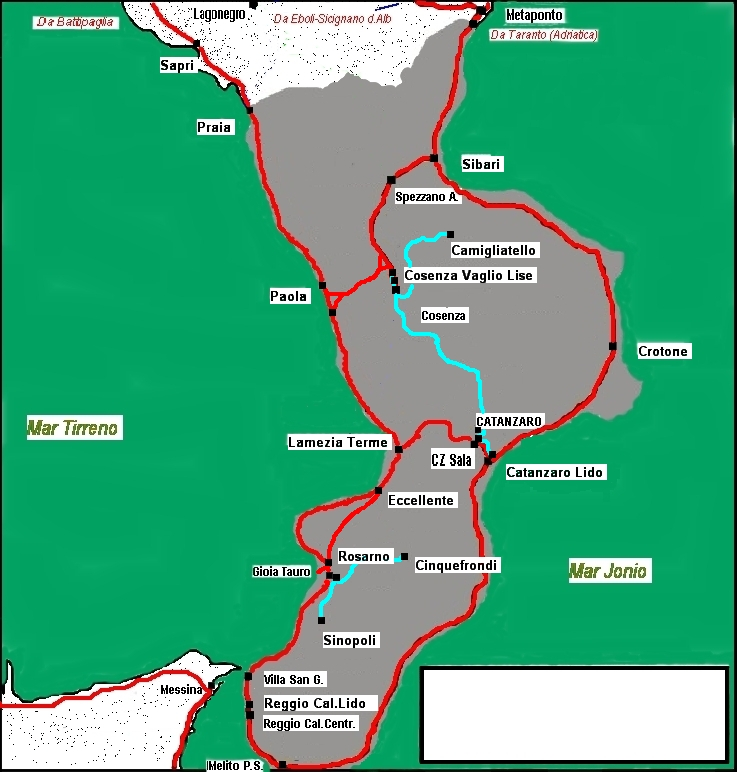
La rete ferroviaria odierna della Calabria

Negli anni settanta, con la seconda fase di potenziamento strutturale, avvenne la costruzione di due tratte in totale variante: la Praia-Scalea quasi interamente in nuova galleria a doppio binario attivata alla fine del 1970 e, nel 1972 la direttissima tra Rosarno e Lamezia Terme (allora Sant'Eufemia-Lametia con innesto nel vecchio itinerario all'altezza del posto di movimento di Eccellente e la creazione di un bivio; ciò impose lo scavo di lunghe gallerie e la costruzione del lungo ed imponente viadotto dell'Angitola. Il vecchio tracciato a semplice binario passante per Vibo Valentia, Pizzo Calabro, Tropea e Nicotera rimase utilizzato per il traffico regionale o a media distanza. Negli stessi periodi anche la Jonica fu oggetto di manutenzioni e ammodernamenti dell'armamento e delle infrastrutture tecnologiche delle stazioni con cambio dei binari obsoleti e l'applicazione di più moderni sistemi di segnalamento e di blocco elettrico.
Gli anni ottanta si annunciarono con un calo del traffico merci e viaggiatori, soprattutto sulle trasversali e sulla jonica eroso in favore di quello su strada. Non valse a molto l'attivazione, il 31 maggio 1987, del nuovo tracciato della Paola-Cosenza a trazione elettrica, con la nuova stazione di Cosenza, i cui lavori erano iniziati nel marzo del 1966 a cura dell'Ufficio Nuove Costruzioni Ferroviarie del Ministero dei lavori pubblici che avevano comportato lo scavo della lunga Galleria Santomarco, ma a semplice binario; il collegamento opportunamente realizzato con innesto sulla Tirrenica, sia da nord che da sud, realizzava con un secolo di ritardo il sospirato ed utile collegamento tra le due importanti linee costiere, ma ciò con un volume di traffico ormai tutto da ricuperare. Lo stesso ha in seguito permesso l'attivazione di un itinerario merci in container tra il Porto di Gioia Tauro e il nord attraverso Sibari e Metaponto (sulla tratta jonica ormai elettrificata) e la Ferrovia Adriatica.
Il periodo successivo alla costituzione del nuovo Ente Ferrovie dello Stato, dal 1987, ha coinciso con l'inizio di un periodo di incertezza circa il futuro della rete calabrese; ad un periodo iniziale in cui sembrava fosse in programma la costruzione di una nuova linea ad alta velocità con un percorso più interno alla regione grosso modo sul tracciato seguito dall'autostrada A3, in seguito ai profondi mutamenti strutturali e societari è seguita una politica degli investimenti mirata essenzialmente alla riduzione dei costi di esercizio; ciò ha comportato, negli ultimi anni, investimenti sulle tecnologie delle infrastrutture allo scopo di automatizzare quante più stazioni possibili da esercitare in telecomando SCC o punto punto, chiusura degli scali merci e riduzione progressiva dell'offerta treni. La linea Jonica è stata divisa in tratte distinte ai fini dell'inoltro treni con drastica riduzione di quelli a lunga distanza. Anche il traghettamento dei treni sullo stretto ha subito un drastico taglio che si riflette sempre più sulla circolazione dei treni in Calabria.

## Estensione della rete

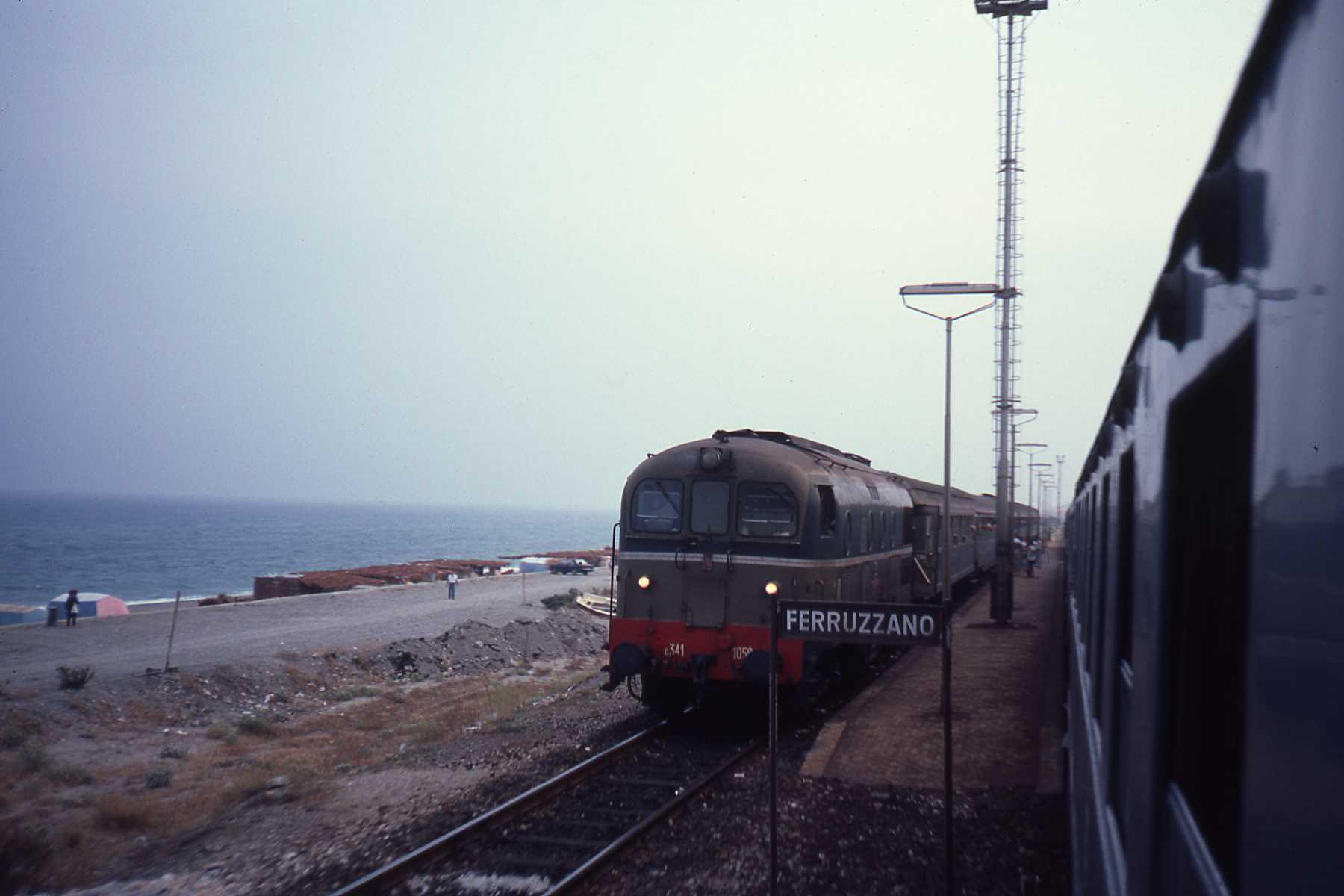
Incrocio di treni sulla Ferrovia Jonica a Ferruzzano nel 1984

Oggi la rete ferroviaria della regione comprende 851 km di linee ferrate tutte attrezzate con sistemi di telecomando e telecontrollo della circolazione dei treni, SCC e CTC di cui 807 km con SCMT. Di questi solo 279 km sono a doppio binario. Migliore è la situazione delle elettrificazioni che coinvolgono 488 km di linee.
- Di questa sono considerati rete fondamentale i 317 km complessivi della direttrice Tirrenica e le sue diramazioni sussidiarie
  - Eccellente-Rosarno (via Tropea) e
  - Linea di raccordo Rosarno-Porto tra il porto di Gioia Tauro e la Tirrenica.

inclusi nell'Asse Ferroviario TEN-5 scandinavo-mediterraneo, comprendente anche il collegamento marittimo e il ponte tra Villa San Giovanni e Messina.
- La cosiddetta rete complementare, di 534 km, comprende:
  - la Ferrovia Jonica.
  - la trasversale Paola-Castiglione-Sibari di collegamento tra le due dorsali.
  - la trasversale Lamezia Terme-Catanzaro Lido.

La rete calabrese di RFI conta 117 stazioni atte a svolgere servizio per viaggiatori.
Dell'antica rete a scartamento ridotto della Mediterranea Calabro Lucane, oggi divenuta Ferrovie della Calabria S.r.L. ne sopravvive soltanto una minima parte: le linee Taurensi che fanno capo alla Stazione di Gioia Tauro (FC) per Palmi-Sinopoli e per Cinquefrondi sono sospese dal 2010 e la Cosenza-Catanzaro è in funzione nei tratti terminali afferenti ai due centri urbani svolgendo servizio suburbano; in bilico tra esercizio turistico e chiusura nonostante la grande valenza paesaggistica la linea Cosenza-Camigliatello il cui proseguimento per San Giovanni in Fiore è già stato sospeso da tempo.

## La dorsale tirrenica

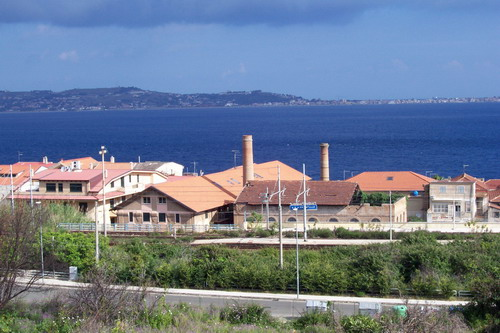
La tirrenica attraversa l'abitato a Cannitello

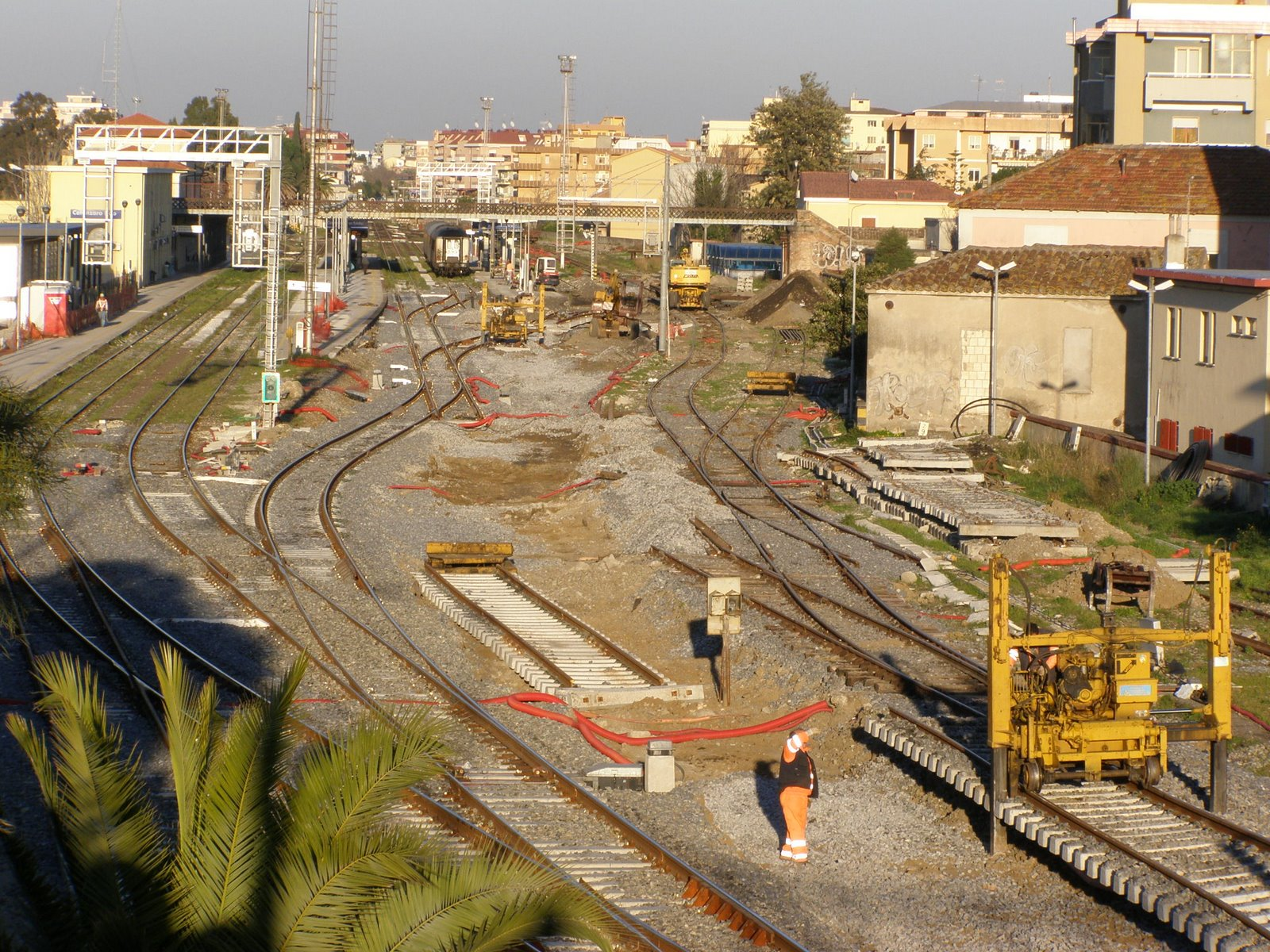
Lavori nella stazione di Catanzaro Lido

La linea dorsale Tirrenica è la principale e più importante e si sviluppa lungo la linea costiera calabrese del Mar Tirreno con alcune tratte che si addentrano verso l'interno: È tutta a doppio binario ed elettrificata ed è l'itinerario principale di collegamento dal sud verso Salerno, Napoli e Roma. Nonostante gli ammodernamenti risente delle antiche scelte progettuali dell'itinerario che essendo troppo vicino al mare la rende in alcuni punti vulnerabile alle mareggiate, come nel tratti più a sud tra Cannitello e Scilla, tra Gizzeria e Paola, nel tratto prossimo a Belvedere Marittimo. Anche nella parte centrale più moderna, tra Eccellente e Rosarno sono presenti alcuni punti di instabilità del terreno. L'attraversamento di molti centri abitati cresciuti a dismisura lungo la linea, in alcune sue parti, ostacola fortemente qualunque progetto di rettifica del tracciato per eventuali, innalzamento della velocità di linea e potenziamento strutturale.

## La dorsale jonica
È in ordine di tempo la prima delle linee costruite in Calabria e in tempi abbastanza ristretti. Costruita dalla Società delle Meridionali con l'intento di costituire l'ideale proseguimento dell'itinerario adriatico via Bari e Taranto e contemporaneamente allacciarsi a Salerno e Napoli, via Metaponto, ha fornito un prezioso servizio nei primi decenni di esercizio; è stata in seguito penalizzata dalla scelta successiva delle Ferrovie dello Stato che hanno puntato essenzialmente sul potenziamento della costiera tirrenica canalizzandovi tutto il traffico in transito. Soprattutto nel ventennio fascista vennero ulteriormente sviluppate e potenziate in maggior misurale direttrici afferenti alla capitale. La linea jonica riflette la medesima filosofia costruttiva dell'adriatica, con tracciato veloce e per quanto possibile rettilineo, realizzato vicino alla costa, con poche opere d'arte impegnative e quindi di costo minore. Ciò ha comportato in alcuni punti una sensibilità alle mareggiate. La linea ha poche gallerie e un solo punto di pendenza relativamente elevata nell'area di Capo Rizzuto. La linea è per la massima parte esercita ancora a trazione diesel eccetto le due tratte terminali, a nord, fino a Sibari e a sud tra Melito Porto Salvo e Reggio Calabria Centrale che è stata anche raddoppiata istituendovi un Servizio ferroviario suburbano. 
Dopo un lungo periodo in cui le prospettive sembravano negative per la linea che nelle intenzioni del gruppo Ferrovie dello Stato sarebbe stata suddivisa e utilizzata solo per alcuni itinerari di interesse regionale a ridosso delle città più importanti, nell'ultimo decennio è avvenuto un cambiamento di programma con la sua elettrificazione completa e la reintroduzione di servizi a lunga percorrenza.

## Le linee trasversali
Nel corso degli anni successivi alla costruzione della Jonica venne iniziata la costruzione della prima importante linea di collegamento trasversale verso il versante tirrenico che tuttavia venne arrestata a Pietrafitta, poco dopo Cosenza. La linea avrebbe dovuto proseguire fino a Nocera Terinese essendo stata inclusa nel programma di linee ferrate approvate dalla Legge omnibus (Baccarini) del 1879; tuttavia vennero solo iniziati i lavori in direzione di Rogliano. Molto tempo dopo, nel 1915 e più a nord fu costruita la linea a cremagliera per Paola di scarsissima potenzialità e percorso difficile. 
L'altra trasversale a scartamento normale fu la Sant'Eufemia Lamezia-Catanzaro Lido costruita alla fine del secolo XIX.

## Le linee di collegamento interno
Al posto delle progettate ed in parte approvate linee di collegamento interno della rete che, se realizzate, avrebbero creato una dorsale interna tra Eboli, Lagonegro, Spezzano Albanese, Cosenza e Nocera Terinese, venne realizzato il collegamento a scartamento ridotto parzialmente sulla stessa direttrice tra Eboli-Cosenza ma, dopo, diretto a Catanzaro sul versante jonico; l'itinerario risultante fu di scarsissima potenzialità, con ben tre rotture di carico nelle stazioni di Lagonegro, Spezzano e Cosenza per cambio di treno e di scartamento e con potenzialità ridottissima e con velocità commerciale estremamente bassa.

## Caratteristiche della rete

### Doppio binario
Il doppio binario si estende su tutta la Tirrenica Meridionale e sulla parte di Jonica tra Reggio Calabria e Melito di Porto Salvo.

### Elettrificazione
È attualmente elettrificata a corrente continua, a 3.000 volt, tutta la Tirrenica Meridionale e la sua diramata tra Eccellente e Rosarno, nonché il raccordo Rosarno-Porto di Gioia Tauro.
Sono state elettrificate anche alcune parti della Jonica: tra Reggio Calabria e Melito, da Sibari verso Metaponto e la Paola-Cosenza-Sibari. (in corso tra Sibari e Melito di Porto Salvo)

### Caratteristiche orografiche e pendenze
La Calabria è una regione dall'orografia difficile che ha molto condizionato sia la scelta dei tracciati che la costruzione delle ferrovie; ciò ha comportato la costruzione di molte gallerie e viadotti come alternativa alle curve e controcurve o al saliscendi continuo. La via più facile, costituita dalla costiera jonica, è stata infatti scelta per la costruzione della prima ferrovia in Calabria, la Jonica che ha trovato difficoltà consistenti solo nell'area crotonese. Anche la diramata da Sibari verso Cosenza utilizzando la vallata del Crati ha trovata la sua via più facile con un solo punto di rampa nell'area di Mongrassano, oggi attenuata dalla costruzione di una variante in galleria. Diverso il discorso per la Tirrenica che venne costruita anni dopo e dovette affrontare un percorso costellato di lunghe gallerie a causa delle aspre montagne spesso strapiombanti a mare come nell'area più a nord tra Praia a Mare e Scalea e a sud dalla Piana di Gioia Tauro fino a Villa San Giovanni. Anche l'eliminazione, alla fine degli anni sessanta, del lungo periplo di Capo Vaticano con la costruzione della direttissima calabra ha richiesto lo scavo di gallerie molto lunghe e la costruzione dell'imponente viadotto dell'Angitola.
Problematiche ancora più serie sono state affrontate dalla Mediterranea Calabro Lucana per la costruzione della propria rete, voluta dalle disposizioni ministeriali tutta a scartamento ridotto, che ha visto la costruzione di imponenti viadotti collegati a brevi gallerie ma connesse tra loro da una miriade di curve e controcurve dal grande fascino paesaggistico ma deleterie ai fini della velocità commerciale. Altre linee, oggi tutte chiuse eccetto la tratta urbana di Catanzaro, hanno richiesto l'uso della cremagliera Strub per arrampicarsi verso le località montane o dell'interno. Tali caratteristiche morfologiche del territorio sono attualmente all'attenzione dei tecnici per lo studio delle eventuali varianti o dell'ulteriore potenziamento della linea fondamentale tra Salerno e Reggio Calabria. Essenzialmente sono sfruttabili le vie naturali di penetrazione nel territorio che essenzialmente presenta tre grandi massicci montuosi, il Pollino, la Sila e l'Aspromonte tra i quali si inframmezzano le vallate del Vallo di Diano (campano-lucano) e del Castrocucco (lucano-calabro) a nord, del Crati e del Savuto al centro, del Lamato e del Corace nell'area lametino-catanzarese e del Mésima-Marepótamo con la Piana di Gioia Tauro a sud.

## Progetti in corso
I progetti in corso prevedono il completamento del programma di adeguamento tecnologico degli impianti di sicurezza della circolazione e una riprogrammazione globale dell'offerta e del servizio. Il progetto, a lungo in forse di una nuova ferrovia ad alta velocità/alta capacità si è concretizzato in varie sezioni di cui solo quella iniziale è in corso di costruzione. In corso di costruzione, alcune varianti di percorso sulla Lamezia Terme-Catanzaro Lido, allo scopo di aumentarne velocità di linea e grado di prestazione; nell'ambito del programma è stata costruita la nuova stazione di Catanzaro in località Germaneto ed attivata la variante di percorso nel tratto da Settingiano fino a Catanzaro Lido. 
Per quanto riguarda la Ferrovia Jonica, sono previsti interventi nel tratto Metaponto-Sibari, in quanto parte dell'itinerario merci Porto di Gioia Tauro-Adriatico; tra questi, adeguamento del peso assiale alla categoria D4 e della sagoma limite, studio di una variante di circa 9 km, di cui i 2/3 in galleria, fra le stazioni di Montegiordano e Amendolara;sono in corso rettifiche di tracciato, ammodernamento degli scali ferroviari, elettrificazione nella tratta Sibari-Melito di Porto San Salvo e l'istituzione di un rango C o superiore. In quanto parte dello stesso itinerario, alcune rettifiche di tracciato sulla Sibari-Cosenza per elevare la velocità massima di linea a 150 km/h.

## Stazioni principali

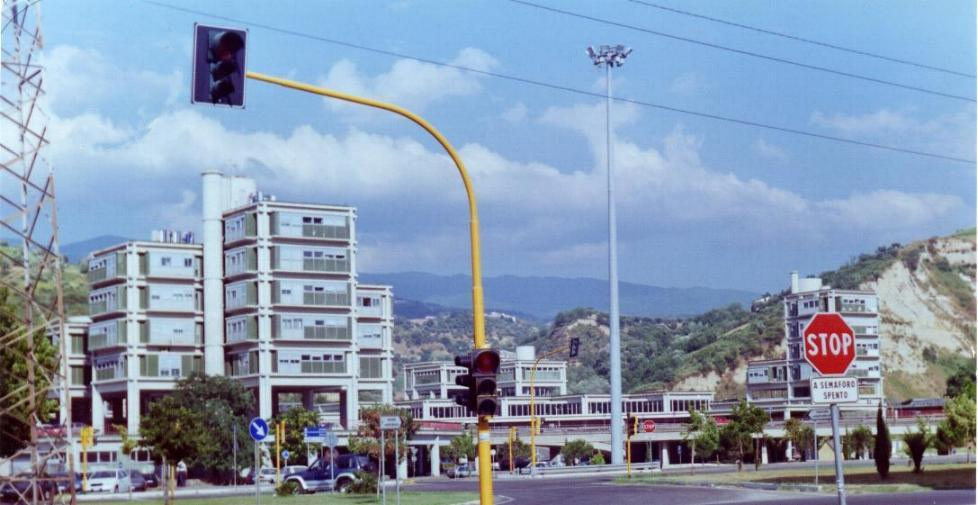
Vista esterna della nuova stazione di Cosenza

- Stazione di Reggio Calabria Centrale
- Stazione di Lamezia Terme Centrale
- Stazione di Villa San Giovanni
- Stazione di Paola
- Stazione di Gioia Tauro
- Stazione di Rosarno
- Stazione di Catanzaro
- Stazione di Vibo Valentia-Pizzo
- Stazione di Catanzaro Lido
- Stazione di Cosenza Vaglio Lise
- Stazione di Sibari
- Stazione di Crotone

## Servizi suburbani e metropolitani
Tra Rosarno, Villa San Giovanni, Reggio Calabria e Melito di Porto Salvo è stato attivato nel 2007 il servizio ferroviario suburbano di Reggio Calabria, che prevede una corsa ogni 30 minuti da Villa San Giovanni a Melito di Porto Salvo e una corsa ogni ora da Rosarno (con fermate a Gioia Tauro, Palmi, Bagnara Calabra, Favazzina, Scilla, Cannitello). Il servizio è svolto da Trenitalia, che sfrutta i binari della ferrovia Tirrenica Meridionale fino a Reggio Calabria e quelli della ferrovia Jonica dalla Città fino a Melito.
Servizi a carattere metropolitano sono stati attivati anche a cura delle Ferrovie della Calabria a Cosenza e a Catanzaro (cfr. servizio ferroviario metropolitano di Catanzaro) utilizzando la propria linea a scartamento ridotto Cosenza-Catanzaro Lido facenti capo rispettivamente alla stazione di Cosenza Vaglio Lise e alla stazione di Catanzaro Lido (FC).